# Rams Head
Rams Head ist ein 2190 Meter hoher Berg im Kosciuszko National Park im australischen Bundesstaat New South Wales.
Er ist der vierthöchste Berg auf dem australischen Festland. Rams Head liegt in der Great Dividing Range in den Snowy Mountains und bildet einen Teil des Gebirgszugs Ramshead Range. Der Berg ist etwa vier Kilometer von dem Skiort Thredbo entfernt. Vom Berggipfel bietet sich ein Rundblick über die benachbarten Berge. Neben dem Berg liegen South Rams Head, Etheridge Ridge, Mount Kosciuszko, Rams Head Range High Point, Byatts Camp Peak und Mount Northcote.
Der Alpine Way führt unweit vom Rams Head vorbei. Der Rams Head ist ein Ziel von Wanderern und Skiläufern.